# Xã Perry, Quận Tippecanoe, Indiana
Xã Perry (tiếng Anh: Perry Township) là một xã thuộc quận Tippecanoe, tiểu bang Indiana, Hoa Kỳ. Năm 2010, dân số của xã này là 7.161 người.